# کلاته گزبلکی
کلاته گزبلکی نام روستایی از توابع بخش انابد شهرستان بردسکن در استان خراسان رضوی است. این روستا در دهستان درونه و براساس سرشماری سال ۱۳۸۵ جمعیت آن ۴۳ نفر (۸ خانوار) بوده است.